# Isabella Braun

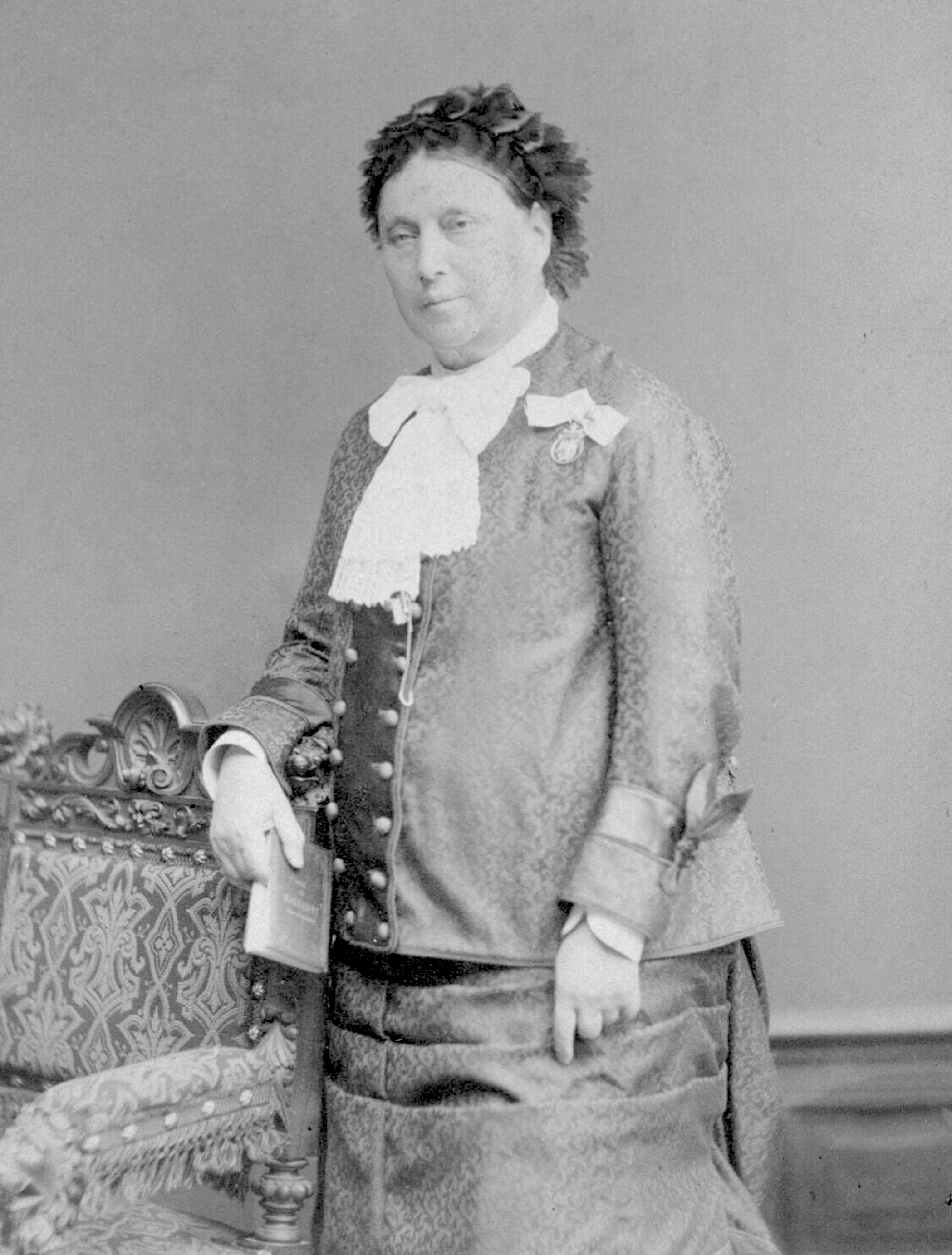
Isabella Braun

Isabella Braun (* 12. Dezember 1815 in Jettingen; † 2. Mai 1886 in München) war eine deutsche Jugendbuchautorin.

## Leben
Isabella Braun wurde 1815 als Tochter des Rentamtmanns des Grafen Schenk von Stauffenberg, Bernhard Maria Braun, und seiner Frau Euphemia in Jettingen geboren. Nach dem Tod des Vaters 1827 zog die Familie nach Augsburg um, wo Isabella Braun bis 1834 die Höhere Töchterschule der Englischen Fräulein besuchte. Bis 1836 wurde sie an der Lehrerbildungsanstalt St. Ursula in Augsburg zur Lehrerin ausgebildet und ein Jahr später an der Volksschule in Neuburg an der Donau angestellt. Als die Schule 1848 an eine klösterliche Leitung übergeben wurde, wurde Isabella Braun in den frühen Ruhestand versetzt und widmete sich in der Folgezeit neben ihrer Tätigkeit als Privatlehrerin auch dem Verfassen von Jugendschriften.
Ihr erstes Werk Bilder aus der Natur erschien 1849, das Vorwort schrieb der damals sehr bekannte Volksschriftsteller Christoph von Schmid. In den folgenden Jahren erschienen zahlreiche Werke, die bald ausschließlich von Scheitlin in Stuttgart verlegt wurden. Nach ihrem Umzug nach München 1854 widmete sie sich Vorbereitungen für eine Zeitschrift, die sie unter dem Titel Jugendblätter für christliche Unterhaltung und Belehrung von 1855 bis zu ihrem Tod 1886 herausgab. Zudem trat sie als Salondame in Erscheinung und pflegte Kontakte zu Persönlichkeiten wie Franz Graf von Pocci, Franz von Kobell, Friedrich Güll, Emanuel Geibel und Katharina Diez, die auch in den Jugendblättern veröffentlichten; Prinzessin Alexandra Amalie von Bayern sah in Isabella Braun ihre literarische Mentorin. Kontakte zur Familie von Knebel-Döberitz ermöglichten Isabella Braun Reisen nach Preußen und Pommern. In Düsseldorf kam sie unter anderem in Kontakt mit dem Maler Caspar Scheuren, später wurde sie ein Gast des russischen Prinzen von Oldenburg und des Prinzen Ludwig von Bayern, späterer Ludwig II. Von Herzog Max in Bayern wurde sie 1868 mit der Goldenen Medaille zur Förderung von Kunst und Wissenschaft ausgezeichnet, König Ludwig II. ehrte sie 1879 als eine der ersten mit der Ludwigsmedaille für Kunst und Wissenschaft und gewährte ihr zudem in ihren letzten Lebensjahren, die von schweren Krankheiten gezeichnet waren, eine Schriftstellerpension. Sie starb 1886 im Alter von 70 Jahren.

## Grabstätte

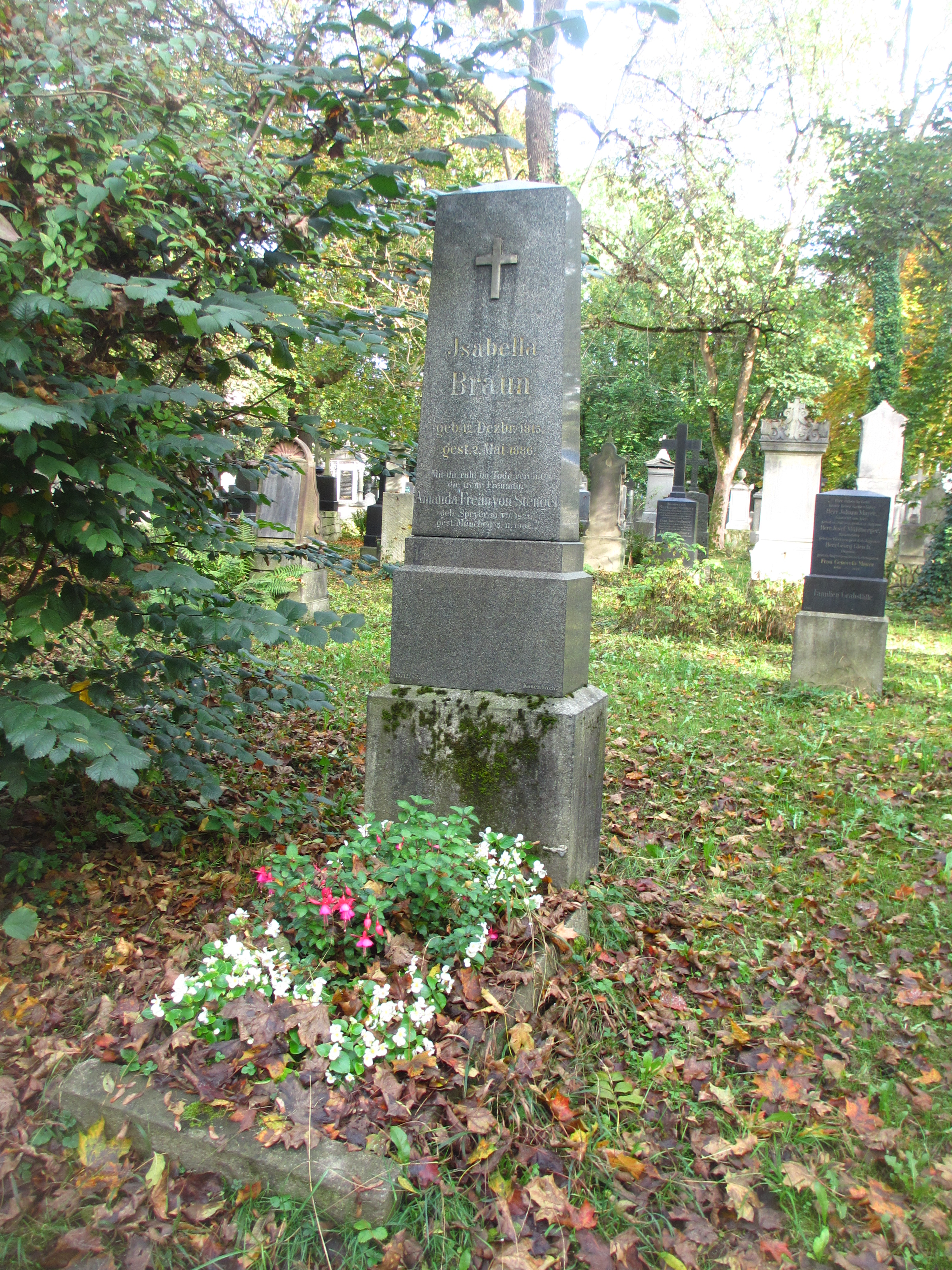
Grab von Isabella Braun auf dem Alten Südlichen Friedhof in München

Die Grabstätte von Isabella Braun befindet sich auf dem Alten Südlichen Friedhof in München (Gräberfeld 13 – Reihe 12 – Platz 42) Standort.

## Wirken
Im 19. und frühen 20. Jahrhundert war Isabella Braun eine der bekanntesten Jugendschriftstellerinnen Deutschlands. Ihr Verdienst war es, der Jugendliteratur in der Öffentlichkeit zu Bedeutung verholfen zu haben. Aus dem Nebenzweig der Literatur wurde auch durch Isabella Brauns Werke nun ein brauchbares Mittel, Kinder und Jugendliche an Bildung heranzuführen insbesondere durch ihre Erzählungen, Dorfgeschichten, kleinen Romane, aber auch Kindertheater „zum Selbstaufführen“. Dem zeitgenössischen Gedanken, dass es für die Jugend egal sei, was sie lese, wurde auch durch Werke Isabella Brauns widersprochen, die im späten 19. Jahrhundert zunehmend auch auf allgemeines Interesse stießen.

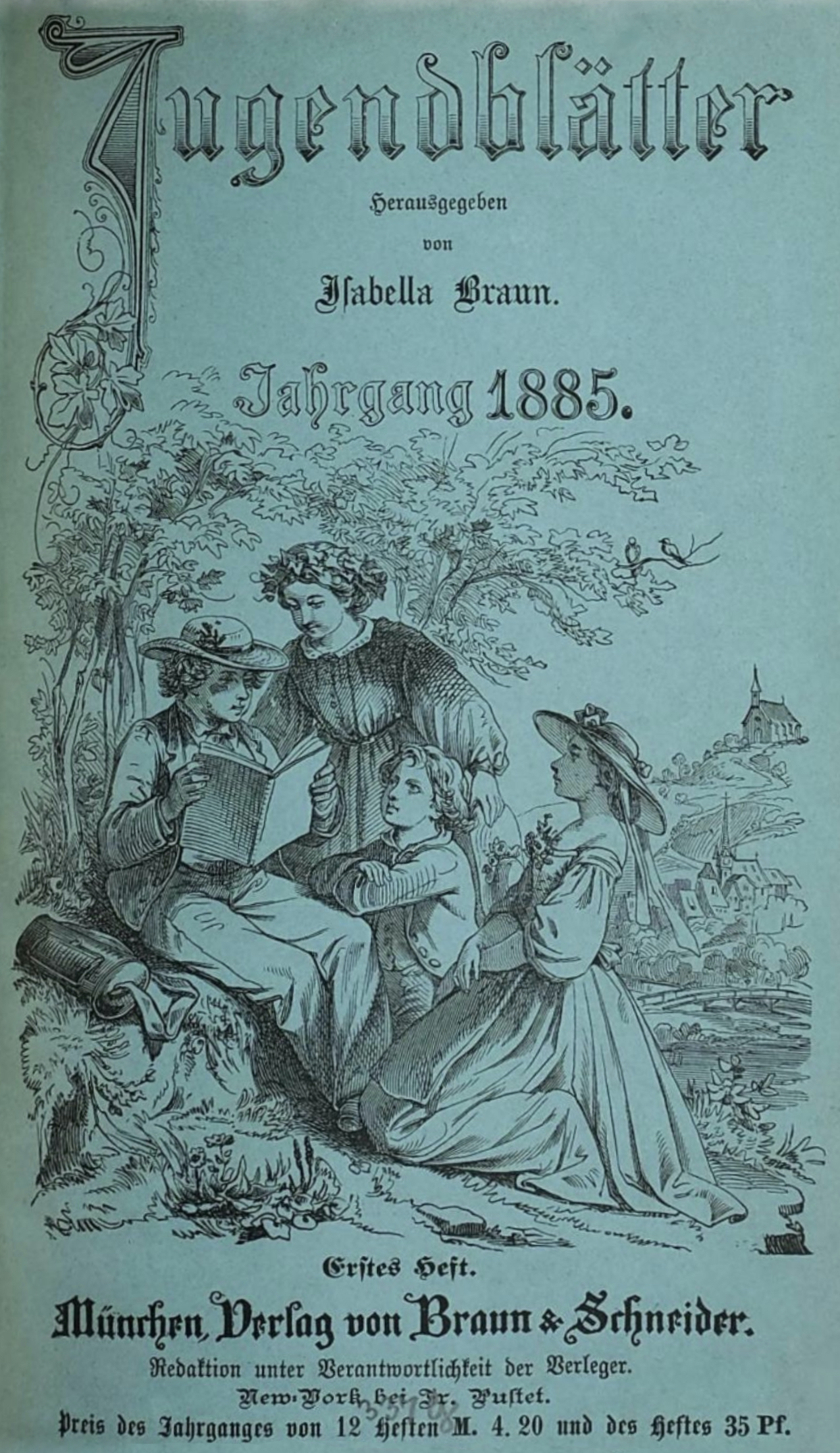
Titelblatt Jugendblätter, Jahrgang 1885

### Jugendblätter
Ihre Zeitschrift Jugendblätter versammelte angesehene Schriftsteller ihrer Zeit. Nach Scheitlins Tod, in dessen Verlag sie erschienen war, ging sie 1867 in den Besitz des Verlags Braun & Schneider in München über, und wurde nach Isabella Brauns Tod von ihrer Nichte Isabella Hummel weitergeführt. Von 1935 bis 1948 erschienen keine Ausgaben der Zeitschrift, die schließlich 1951 eingestellt wurde.

## Werke (Auswahl)
- Bilder aus der Natur (1849)
- Bilder aus der deutschen Geschichte (1851)
- Kleine Geschichten (1851)
- Lebensbilder (1856)
- Im grünen Wald (1856, 1874 mit Ill. von Ferdinand Rothbart; ab 1889 mit Ill. von Albert Richter)
- Wahre Geschichten (1858)
- Namen-Büchlein (1861)
- Mancherlei (1867)
- Aus meiner Jugendzeit (1871)
- Guten Abend (1879)
- Der Mädchen liebstes Buch (1879)
- Dorfgeschichten (1882)
- Glückwunschbüchlein für die Jugend (1884)

## Ehrungen

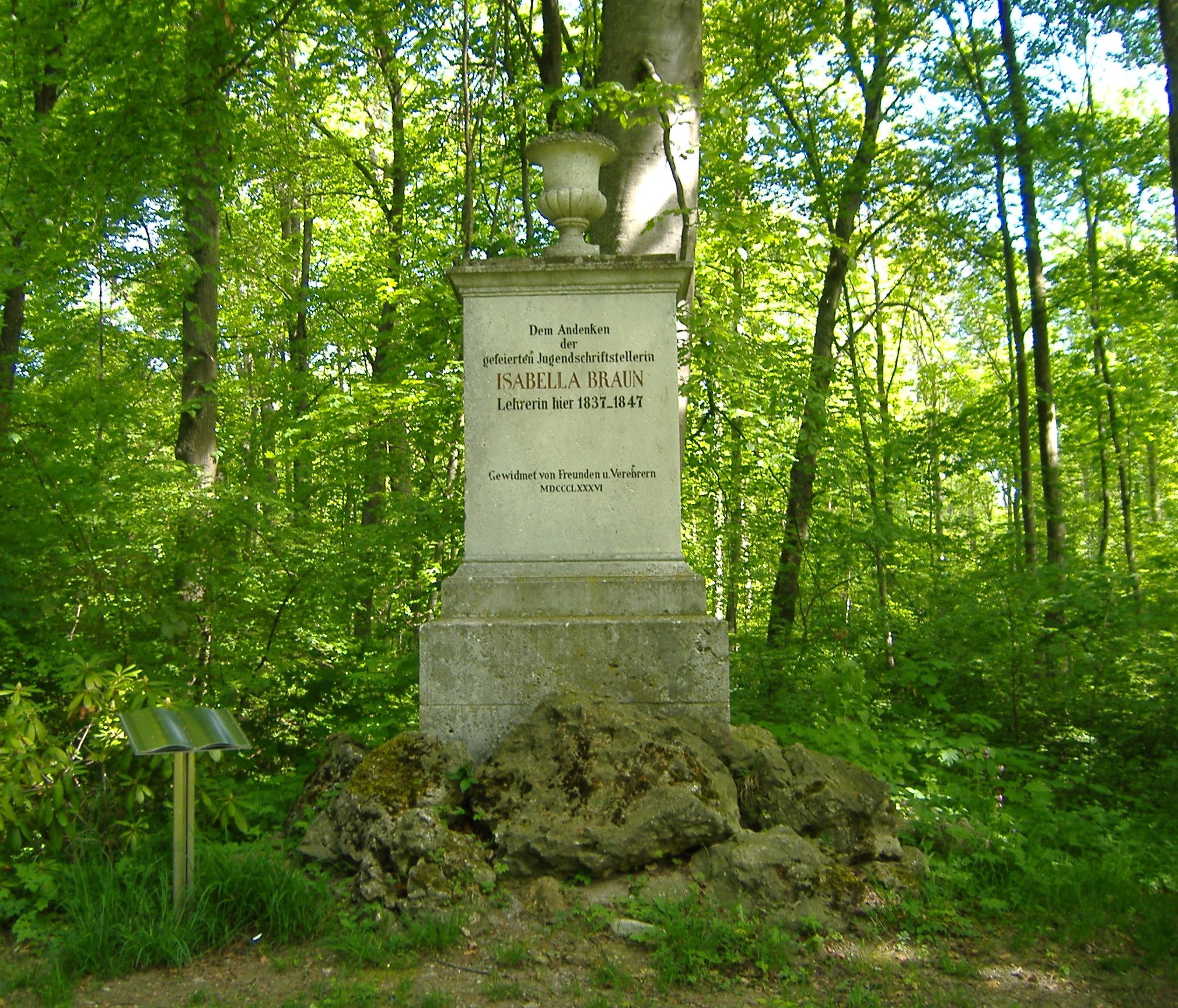
Isabella-Braun-Denkmal im Englischen Garten von Neuburg an der Donau

- 1868: Verleihung der Goldenen Medaille zur Förderung von Kunst und Wissenschaft durch Herzog Max in Bayern
- 1879: Verleihung der Ludwigsmedaille für Kunst und Wissenschaft durch König Ludwig II.
- 1886: Errichtung eines Denkmals im Englischen Garten von Neuburg durch den Verschönerungsverein
- 1986: Eröffnung einer Gedächtnisausstellung zum 100. Todestag durch den bayerischen Kultusminister Hans Maier in Jettingen

## Namensgeberin
Nach Isabella Braun wurden mehrere Straßen und Orte benannt:
- 1974 in München im Stadtteil Johanneskirchen (Stadtbezirk 13 – Bogenhausen) der Isabella-Braun-Weg. Lageplan[3]

- der Isabella-Braun-Platz in München an der Kreuzung Vollmannstraße und Englschalkinger Straße. Lageplan

- die Isabella-Braun-Straße in Neuburg an der Donau. Lageplan

- die Isabella-Braun-Straße in Jettingen-Scheppach. Lageplan

- 1976: Taufe des Alten- und Pflegeheims in Jettingen auf den Namen „Isabella-Braun-Heim“